# 上毛町立友枝小学校
上毛町立友枝小学校（こうげちょうりつ ともえだしょうがっこう）は、福岡県築上郡上毛町東下に位置する公立の小学校。

## 概要
地理
上毛町の中央部、旧大平村の中北部に位置している。周辺は田畑と民家が点在しており、上毛町役場 大平支所（旧大平村役場）にも近いが、幹線道路である国道10号線や県道16号線からは離れている。
歴史
1873年（明治6年）創立。現校名となったのは2005年（平成17年）。2023年（令和5年）に創立150周年を迎えた。
校名の由来
校名の「友枝」は当校が現在地に移転した当時の村名に由来しており、友枝という集落は存在しない。
校訓
「友愛」
校章
桜の花弁をかたどったデザインとなっている。
校歌
作詞・作曲者不詳。歌詞は3番まであり、1番の歌詞中に校名の「友枝」が登場する。
通学区域
旧大平村の中北部から中南部にあたる「土佐井、東下、東上、西友枝字土倉、下唐原字小山田」地区。中学校区は上毛町立上毛中学校。

## 沿革
- 1873年（明治6年）6月1日 - 土佐井451番地に「土佐井校」が創立。
- 1875年（明治8年）1月 - 「薙野校」に改称。
- 1882年（明治15年）1月[2] -「 土佐井小学校」に改称。
- 1886年（明治19年）- 小学校令施行により、尋常科（4年制）を設置の上、「尋常土佐井小学校」に改称。
- 1888年（明治21年）- 簡易科（3年制）を設置の上、「簡易土佐井小学校」に改称。
- 1889年（明治22年）
  - 4月1日 - 町村制施行により、上毛郡4村（西友枝、土佐井、東上、東下）が合併の上、友枝村が発足。
  - この年 - 尋常科（4年制）を設置の上、再び「尋常土佐井小学校」に改称。
- 1892年（明治25年）4月 - 「土佐井尋常小学校」に改称。修業年限を3年とする。
- 1894年（明治27年）- 修業年限を4年とする。
- 1896年（明治29年）4月1日 - 友枝村が築上郡の所属となる。この年、土佐井字永田にが久路土高等小学校分教場が設置される[3]。
- 1899年（明治32年）4月1日 - 南吉富大字宇野に独立の高等小学校が設置される[3]。
- 1900年（明治33年）10月14日 - 「友枝尋常小学校」に改称。校地を東下北園1467番地（現在地）に置く。
- 1901年（明治34年）- 補習科を設置。
- 1902年（明治35年）- 同窓会が発足。友枝村内三小学校連合運動会を実施。
- 1908年（明治41年）
  - 4月 - 改正小学校令により、尋常科（義務教育）が4年制から6年制に改められる。尋常科5年を新設。
  - 6月 - 義務教育延長により収容児童が増加したため、南校舎を増築。
- 1909年（明治42年）4月 - 尋常科6年を新設。
- 1913年（大正2年）3月 - 補習科を廃止。南吉富の高等小学校廃止に伴い、高等科を併置の上、「友枝尋常高等小学校」に改称（尋常科6年・高等科2年）。
- 1919年（大正8年）- 校舎を増築。農業補習学校が併置される。
- 1921年（大正10年）10月 - 実習地を購入の上、運動場を拡張。
- 1926年（大正15年）- 友枝村立の農業補習学校3校（友枝・西友枝・東上）が統合され、「青年訓練所充当 友枝村立農業補習学校」となる。
- 1927年（昭和2年）- 農業補習学校女子部を「友枝実科女学校」として、南吉富実科女学校に委託。
- 1931年（昭和6年）- 友枝村公会堂に農業補習学校女子部を収容。
- 1935年（昭和10年）- 青年学校令施行により、青年訓練所充当 友枝村立農業補習学校が男子部・女子部を統合の上、「友枝村立実業青年学校」に改称。
- 1940年（昭和15年）- 友枝村立実業青年学校が「友枝村立高等実業青年学校」に改称。
- 1941年（昭和16年）
  - 4月1日 - 国民学校令施行により、「友枝村 友枝国民学校」に改称。尋常科を初等科に改める。
  - この年 - 友枝村立高等家政女学校（青年学校女子部）の設置が認可される。
- 1947年（昭和22年）4月1日 - 学制改革が行われる（六・三制の実施、学校教育法施行）。
  - 国民学校の初等科（6年制）は、新制小学校「友枝村立友枝小学校」（6年制）に改組・改称。
  - 国民学校の高等科（2年制）は、青年学校・家政女学校の普通科とともに、新制中学校「友枝村立友枝中学校」に改組・改称。校舎が完成するまでの間、青年学校校舎および各小学校校舎に併設される[4]。
- 1955年（昭和30年）4月1日 - 2村（友枝・唐原）の合併により、「大平村立友枝小学校」に改称。
- 1957年（昭和32年）12月 - 北校舎を改築。講堂が完成。
- 1958年（昭和33年）12月 - 南校舎を改築。給食室が完成。
- 1959年（昭和34年）1月 - 完全給食を開始。
- 1972年（昭和47年）10月 - 開校100年記念式典を挙行。
- 1975年（昭和50年）7月 - プールが完成。
- 1978年（昭和53年）4月 - 米飯給食を実施。バラ園（友愛園）が完成。
- 1991年（平成3年）5月 - 防音校舎が完成。
- 1997年（平成9年）3月 - 新講堂が完成。
- 2002年（平成14年）3月	- 相撲場を撤去。
- 2003年（平成15年）9月 - プールを改修。
- 2004年（平成16年）4月1日 - 大平村立東上小学校を統合。
- 2005年（平成17年）10月11日 - 大平村の合併により、「上毛町立友枝小学校」（現校名）に改称。
- 2010年（平成22年）4月1日 - 上毛町立西友枝小学校を統合。
- 2017年（平成29年）4月1日 - 学校運営協議会（コミュニティ・スクール）を設置。特別支援学級を増設。
- 2018年（平成30年）8月 - ICT黒板を設置。
- 2019年（令和元年）11月 - 児童用タブレットを整備。

旧・東上小学校（ひがしかみ）
- 1872年（明治5年）- 東上村字上ノ原に「上村校」が創立。
- 1874年（明治7年）- 「遷喬校」に改称。
- 1881年（明治14年）9月30日 - 「東上小学校」に改称。
- 1886年（明治19年）- 小学校令施行により、簡易科（3年制）を設置の上、「簡易東上小学校」に改称。
- 1889年（明治22年）4月 - 町村制施行により、友枝村が発足。
- 1892年（明治25年）- 尋常科（3年制）を設置の上、「東上尋常小学校」に改称。
- 1900年（明治33年）- 修業年限を4年とする。
- 1901年（明治34年）- 女子補習科を設置。
- 1903年（明治36年）- 男子補習科を設置。
- 1907年（明治40年）- 校舎の改築を開始。
- 1908年（明治41年）- 改正小学校令により、尋常科（義務教育）が4年制から6年制に改められる。尋常科5年を新設。この年、新校舎が完成し、移転を完了。
- 1909年（明治42年）4月 - 尋常科6年を新設。
- 1913年（大正2年）3月 - 補習科を廃止。
- 1919年（大正8年）- 校地を拡張。農業補習学校が併置される。
- 1926年（大正15年）- 友枝村立の農業補習学校3校（友枝・西友枝・東上）が統合され、「青年訓練所充当 友枝村立農業補習学校」となる。
- 1941年（昭和16年）4月 - 国民学校令により、「友枝村 東上国民学校」に改称。尋常科を初等科に改める。
- 1943年（昭和18年）- 講堂が完成。
- 1947年（昭和22年）4月1日 - 学制改革により、新制小学校「友枝村立東上小学校」に改称。
- 1955年（昭和30年）4月1日 - 2村（友枝・唐原）の合併により、「大平村立東上小学校」（最終名）に改称。この年、校舎を改築。
- 1956年（昭和31年）- 校舎を改築。
- 1958年（昭和33年）- 新相撲場が完成。
- 1959年（昭和34年）- 完全給食を開始。
- 1963年（昭和38年）- 運動場を拡張。
- 1966年（昭和41年）- 全教室にストーブを設置。
- 1978年（昭和53年）- 米飯給食を開始。
- 1982年（昭和57年）- 相撲場を改築。
- 2004年（平成16年）3月31日 - 大平村立友枝小学校への統合により、閉校。132年の歴史に幕を閉じる。
  - 最終所在地 - 〒871-0927 福岡県築上郡上毛町大字東上2782番地
  - 校歌 - 作詞・作曲者不詳。歌詞は5番まであり、歌詞中に校名は登場しない。
  - 跡地の活用 - 「東上きのこ苑」となっている。

旧・西友枝小学校（にしともえだ）
- 1874年（明治7年）6月14日 - 「横川校」が創立。
- 1875年（明治8年）- 「明倫校」に改称。
- 1877年（明治10年）- 渡瀬に移転の上、「渡瀬小学校」に改称。
- 1881年（明治14年）- 「二ノ瀬小学校」が創立。
- 1886年（明治19年）- 小学校令施行により、簡易科（3年制）を設置の上、「簡易渡瀬小学校」・「簡易二ノ瀬小学校」に改称。
- 1889年（明治22年）4月 - 町村制施行により、友枝村が発足。
- 1892年（明治25年）4月 - 尋常科（4年制）を設置の上、「渡瀬尋常小学校」・「二ノ瀬尋常小学校」に改称。校舎が落雷の被害を受ける。
- 1893年（明治26年）- 校舎が暴風雨の被害を受ける。
- 1900年（明治33年）- 上記小学校2校（渡瀬・二ノ瀬）を統合の上、「西友枝尋常小学校」となる。
- 1901年（明治34年）- 補習科を設置。
- 1908年（明治41年）- 改正小学校令により、尋常科（義務教育）が4年制から6年制に改められる。尋常科5年を新設。義務教育延長により収容児童が増加したため、校舎を増築。
- 1909年（明治42年）4月 - 尋常科6年を新設。
- 1913年（大正2年）3月 - 補習科を廃止。
- 1919年（大正8年）4月 - 農業補習学校を併設。
- 1926年（大正15年）- 友枝村立の農業補習学校3校（友枝・西友枝・東上）が統合され、「青年訓練所充当 友枝村立農業補習学校」となる。
- 1941年（昭和16年）4月 - 国民学校令により、「友枝村 西友枝国民学校」に改称。尋常科を初等科に改める。
- 1947年（昭和22年）4月1日 - 学制改革により、新制小学校「友枝村立西友枝小学校」に改称。
- 1955年（昭和30年）4月1日 - 2村（友枝・唐原）の合併により、「大平村立西友枝小学校」に改称。この年、校舎を改築。
- 1956年（昭和31年）- 相撲場が完成。
- 1970年（昭和45年）- 運動場を拡張。
- 1975年（昭和50年）- 創立100周年記念式典を挙行。
- 1978年（昭和53年）- 米飯給食を開始。
- 2005年（平成17年）10月11日 - 大平村の合併により、「上毛町立西友枝小学校」（最終名）に改称。
- 2010年（平成22年）3月31日 - 上毛町立友枝小学校への統合により、閉校。136年の歴史に幕を閉じる[7]。
  - 最終所在地 - 〒871-0928 福岡県築上郡上毛町西友枝1520番地
  - 校訓 - 「自尊[7]」
  - 校歌 - 作詞・作曲者不詳。歌詞は5番まであり、1番の歌詞中に校名の「西友枝」が登場する[6]。
  - 跡地の活用 -  西友枝体験交流センター「ゆいきらら」となっている[8]。

## 交通アクセス
最寄りバス停留所
- 築上東部乗合タクシー「中村」停留所

最寄りの幹線道路
- 大分県道・福岡県道102号野路土佐井線
- 東九州自動車道 「上毛スマートIC」

## 周辺
- 上毛町役場 大平支所（旧・大平村役場）
- 上毛町子育て支援センター
- 児童クラブたいへい
- 友枝川
- 東友枝川

## 参考資料
- 「大平村誌」（1986年（昭和61年）3月31日発行, 大平村）p.310～p.312（友枝小学校 沿革）, p.312～p.314（西友枝小学校 沿革）,p.314～p.316（東上小学校 沿革）,p.322～p.327（中学校 沿革）, p.328～p.329（青年学校 沿革）